# Chirurg tussen de sterren
Chirurg tussen de sterren (Engelse titel: Star Surgeon) is een sciencefictionroman uit 1977 van de Noord-Ierse schrijver James White. Dit is het tweede boek uit de Sector General-reeks.

## Synopsis
Sector General is een gigantisch ziekenhuis in de ruimte dat zich net voorbij de grens van de Melkweg bevindt. Zowel de dokters en verpleegsters als de patiënten komen uit het hele Universum. Voor de eerste keer komt het hospitaal zelf in gevaar door wezens die het doel van dit bouwwerk niet begrijpen en machtig genoeg zijn om het te vernietigen.